# Triangoli della taglia
I triangoli della taglia sono spazi, individuati sul piano frontale del corpo umano in posizione anatomica, le cui linee esterne delimitano torace e fianchi, e quelle interne gli arti superiori.
In caso di scoliosi, uno spazio è più corto dell'altro, formando il cosiddetto "colpo d'ascia" nel lato della concavità della scoliosi.